# Charlotte Square
La Charlotte Square est une place à Édimbourg, en Écosse, au Royaume-Uni, qui fait partie de la New Town, désignée site du patrimoine mondial de l'UNESCO. La place est située à l'extrémité ouest de la George Street et reflète la St Andrew Square à l'est. Les jardins en son centre sont privés et non accessibles au public.

## Histoire
Initialement nommé St George's Square dans le plan original de James Craig, le lieu est renommé en 1786 en l'honneur de la reine Charlotte et de la première fille du roi George III, afin d'éviter toute confusion avec la George Square au sud de l'Old Town (Vieille Ville). La Charlotte Square est la dernière partie de la phase initiale de la New Town (Nouvelle Ville) à être achevée en 1820. Une grande partie était due à la conception de 1791 de Robert Adam, mort en 1792, juste au moment où la construction commence.
En 1939, un abri antiaérien d'importance est créé sous le côté sud des jardins, accessible de la rue au sud. En 2013, le côté sud est réaménagé dans le cadre d'un programme primé par Paul Quinn, créant de nouveaux espaces de bureaux derrière une série de maisons de ville restaurées.
La Edinburgh Collegiate School, ouverte en 1868, était située sur la Charlotte Square.

## Jardins

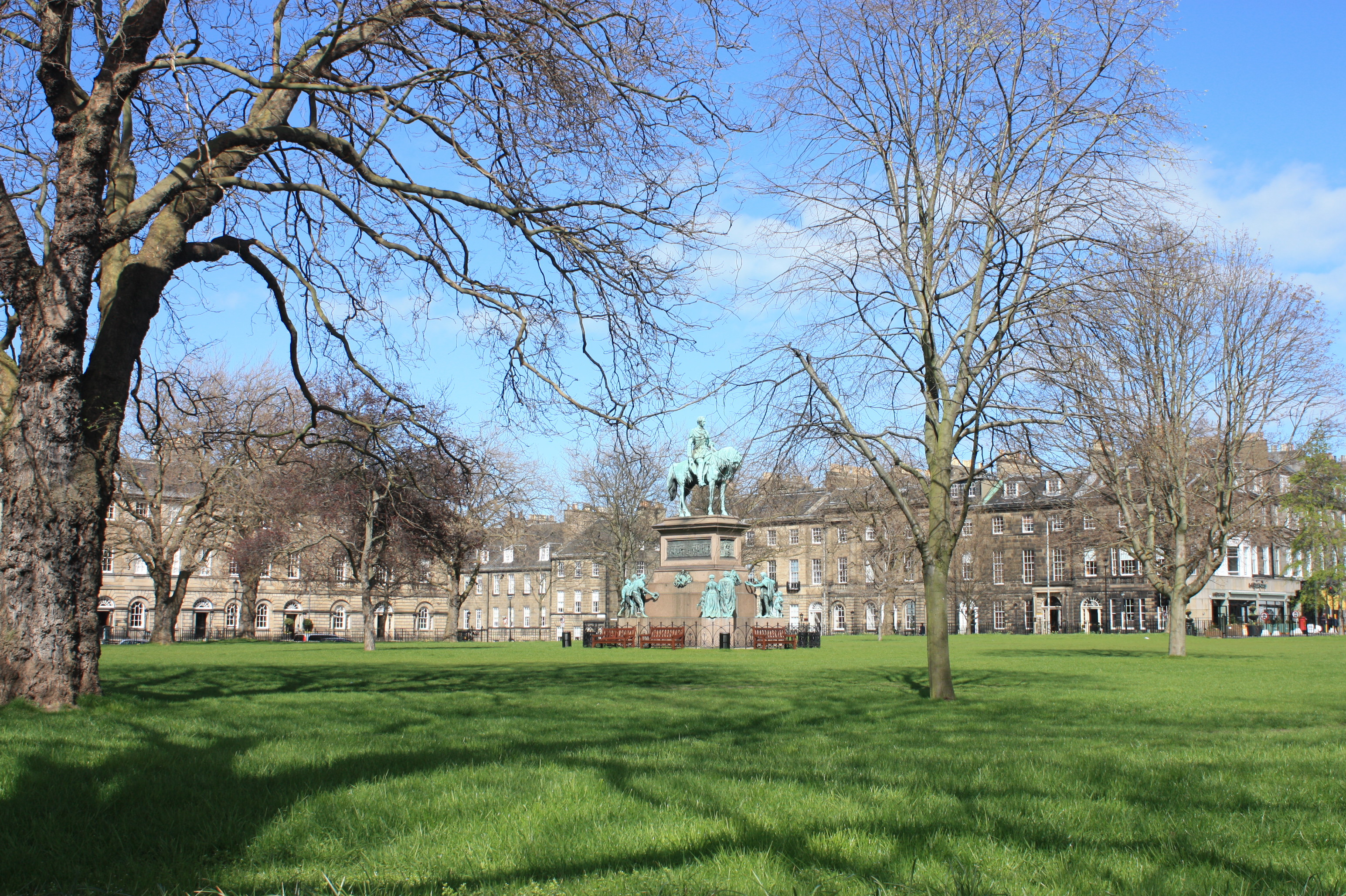
Le centre de la Charlotte Square depuis le sud-ouest.

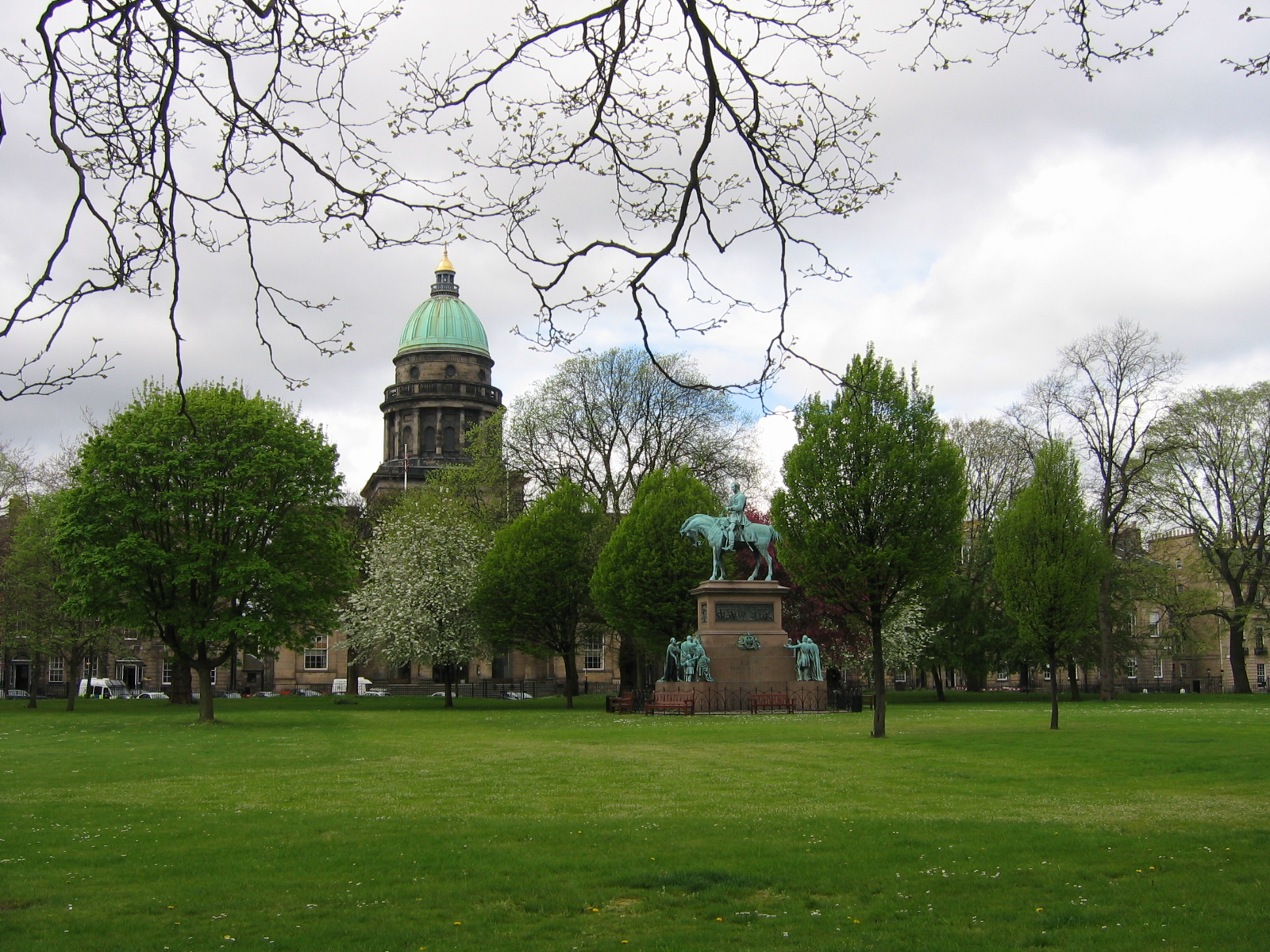
La statue équestre du prince Albert se dresse au centre de la Charlotte Square, devant la West Register House.

Le jardin est à l'origine aménagé avec une forme circulaire par William Weir en 1808.
En 1861, un plan est élaboré par Robert Matheson, greffier des travaux pour l'Écosse, pour un jardin plus grand et plus carré, centré sur un mémorial au prince Albert, récemment décédé, l'époux de la reine Victoria.
La commande de la sculpture est accordée en 1865 à Sir John Steell. La statue principale comporte une statue équestre du prince, en uniforme de maréchal, éclipsant les quatre personnages autour de la base. Elle est dévoilée par la reine Victoria elle-même en 1876. Le socle en pierre est conçu par l'architecte David Bryce et les quatre figures d'angle sont de David Watson Stevenson (science et apprentissage, travail), George Clark Stanton (armée et marine) et William Brodie (noblesse). La statue était à l'origine destinée à aller au centre de la bordure est du jardin, face à la George Street.
Ce remodelage comporte de nouvelles plantations d'arbres.
L'espace ouvert central est un jardin privé, à la disposition des propriétaires des propriétés environnantes. Au cours des trois dernières semaines d'août de chaque année, les jardins de la Charlotte Square accueillent le festival international du livre d'Édimbourg.
Les balustrades autour des jardins sont enlevées en 1940 dans le cadre de l'effort de guerre. Les garde-corps actuels datent de 1947.

## Immeubles

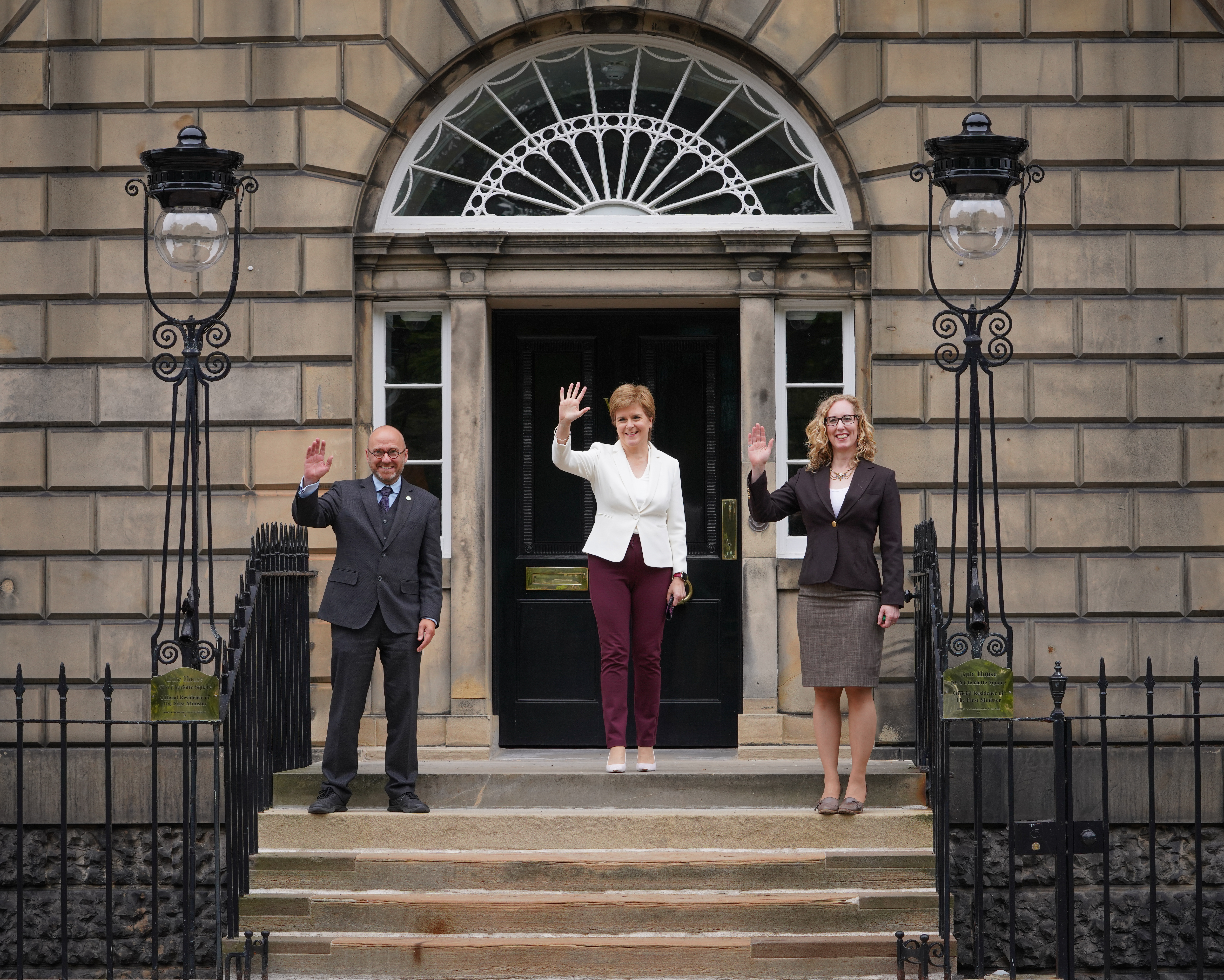
Patrick Harvie, Nicola Sturgeon et Lorna Slater sur les marches de la Bute House, au centre des constructions de Robert Adam au nord de la Charlotte Square.

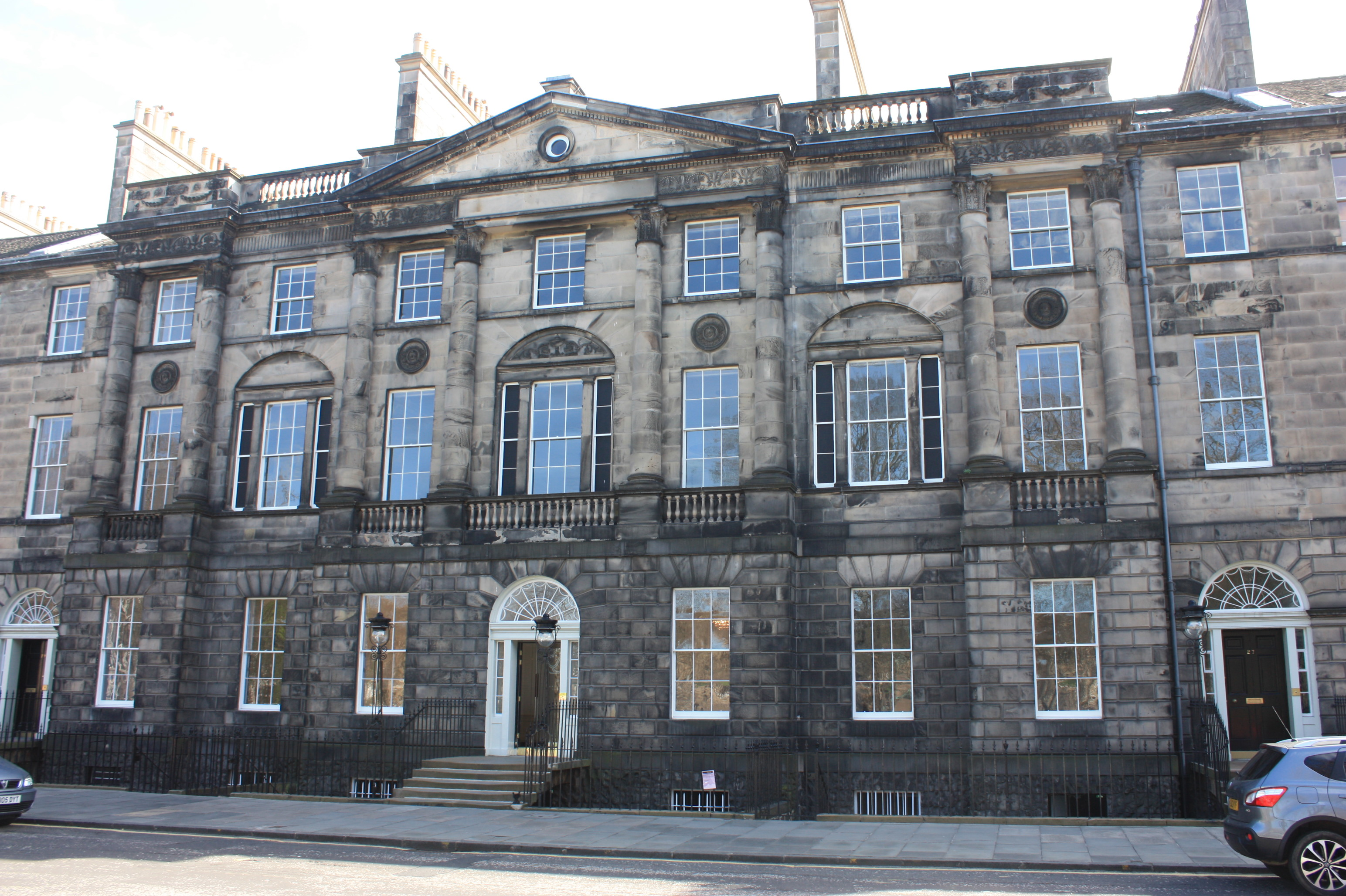
Le pavillon central côté sud.

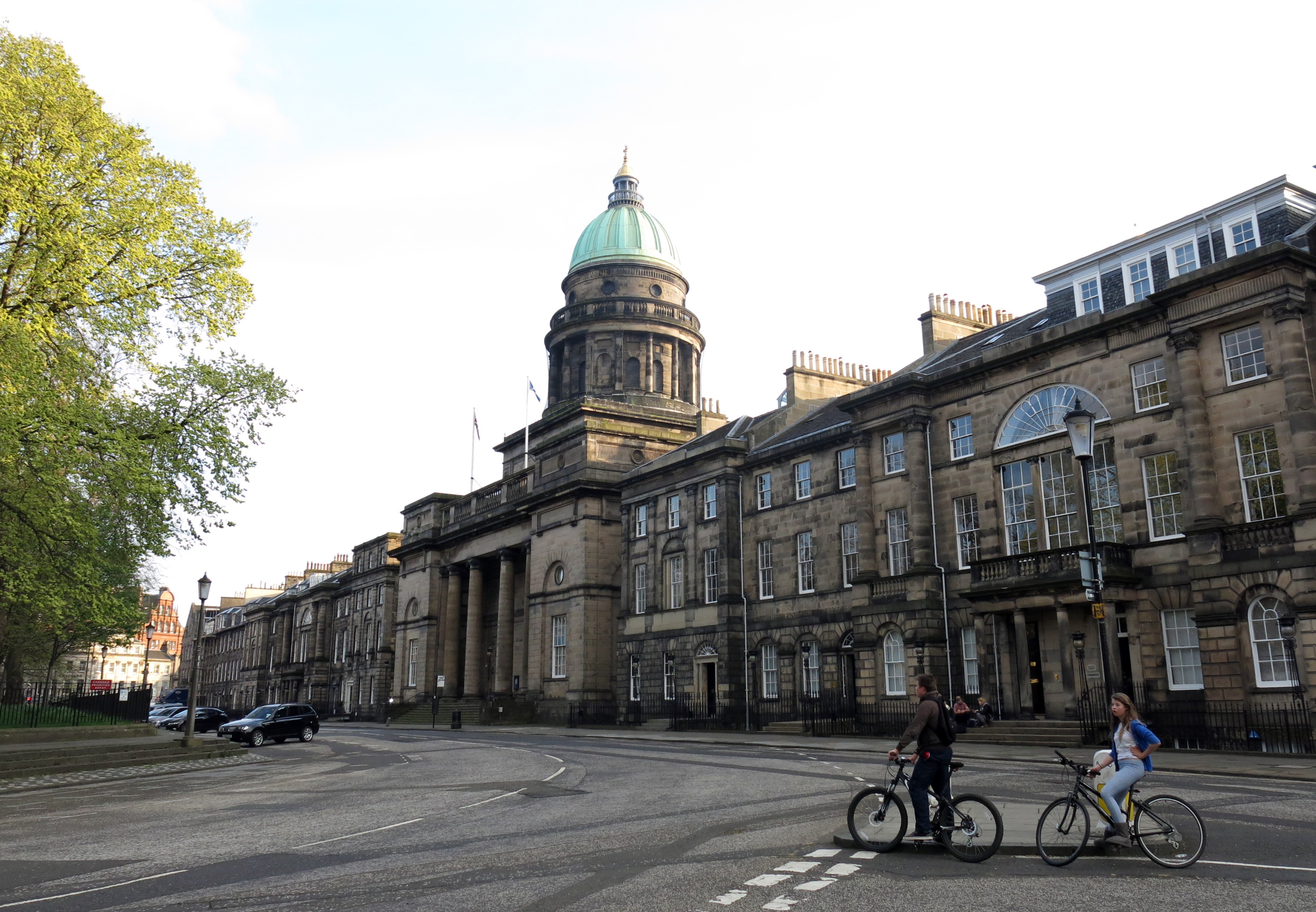
La West Register House à l'ouest.

Du côté nord, le n° 5 était la maison de John Crichton-Stuart, 4e marquis de Bute (1881-1947), qui l'achète en 1903 et le donne au National Trust for Scotland à sa mort. Il était le siège du Trust de 1949 à 2000. Bute fait beaucoup pour promouvoir la préservation de la place.
Les numéros 6 et 7 appartiennent également au National Trust for Scotland. Le n° 6, la Bute House, est la résidence officielle du Premier ministre d'Écosse. En 1806, il abritait Sir John Sinclair, créateur du premier Compte statistique d'Écosse. Le n° 7 est restauré en interne par le Trust en 1975 dans son état d'origine et est ouvert au public sous le nom de Georgian House. L'étage supérieur était autrefois la résidence officielle du modérateur de l'Assemblée générale de l'Église d'Écosse. Le bâtiment comprend une cheminée apportée de la colline de Tarvit du Fife en 1975.
La West Register House, anciennement la St George's Church, forme le centre du côté ouest. Elle est conçue par l'architecte Robert Reid en 1811, selon le plan généraux d'Adam. L'église ouvre ses portes en 1814 et est convertie à son utilisation actuelle en 1964. Elle constitue l'un des principaux bâtiments des National Records of Scotland.

## Résidents
Dès la création de la Charlotte Square en 1791, il était prévu que ce soit l'une des meilleures adresses d'Édimbourg. Au début de l'ère victorienne, la place est de plus en plus occupée par l'élite de la classe moyenne : les professionnels du droit et de la médecine. Au début du XXe siècle, la plupart des bâtiments étaient encore occupés comme adresses résidentielles, bien que davantage soient désormais des bureaux, uniquement occupés par des gardiens.
Le pionnier du téléphone, Alexander Graham Bell, est né à proximité du sud de la Charlotte Street.